# شهرستان یونگدنگ
شهرستان یونگدنگ (به لاتین: Yongdeng County) یک شهرستان‌های جمهوری خلق چین در چین است که در لانژو واقع شده‌است. شهرستان یونگدنگ ۶٬۰۹۰ کیلومتر مربع مساحت و ۴۱۸٬۷۸۹ نفر جمعیت دارد.